# Himeneu

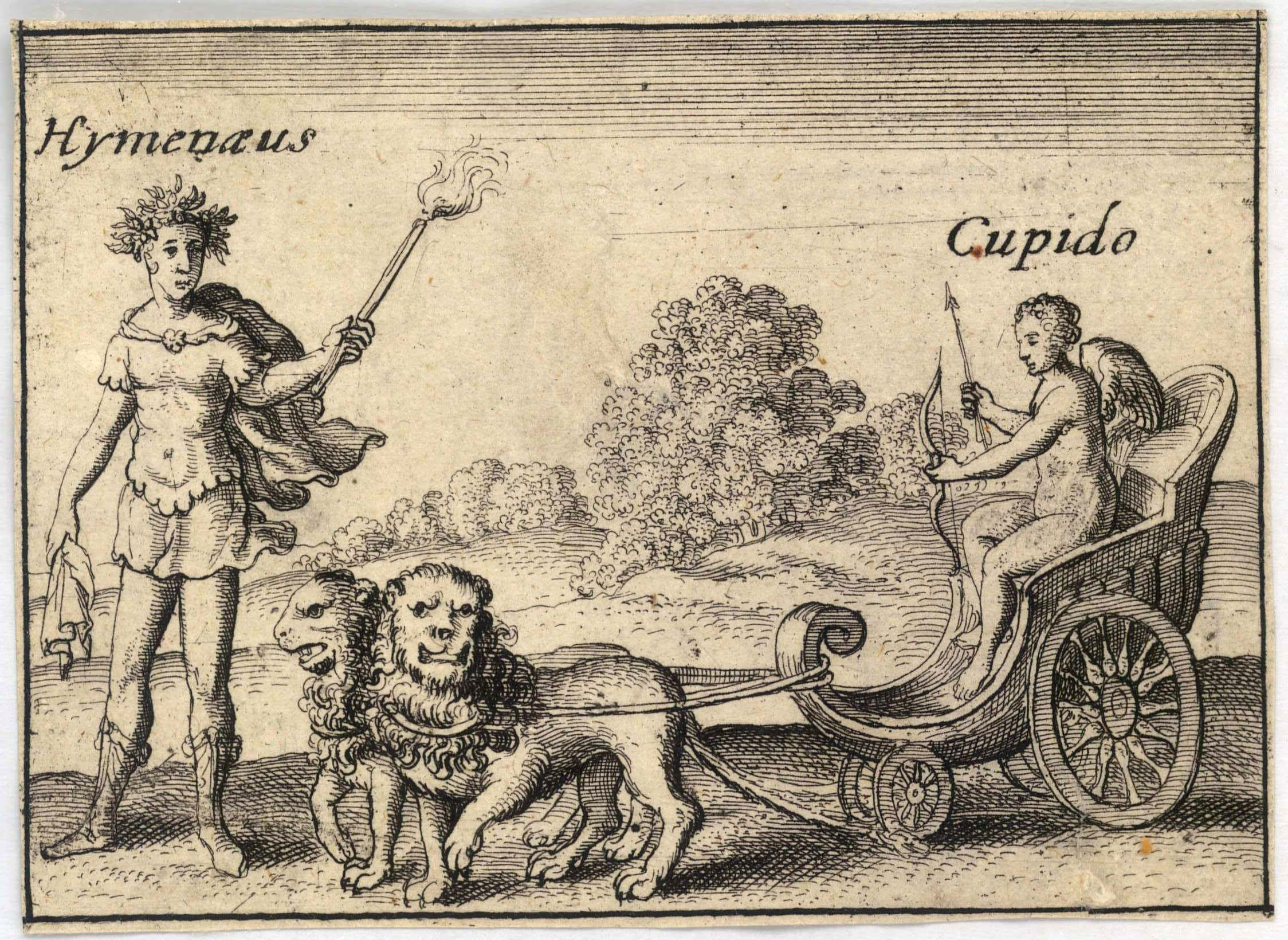
Václav Hollar Himeneu i Cupido

Segons la mitologia grega Himeneu (Hymenaeus) o Himen (Hymen), en grec 'Yμήν o 'Yμέναιος, era el Déu dels casaments. És fill d'Apol·lo i d'Urània, però altres genealogies el fan fill de Dionís i d'Afrodita, o n'atribueixen la maternitat a una altra Musa, com Cal·líope o Clio. Presidia el seguici nupcial, al qual assistia ornat amb una corona de flors i agitant una torxa. El seu nom s'usava com a invocació en els cants nupcials (l'anomenada cançó himenea).
S'han imaginat diversos mites per explicar el fet que fos invocat el nom d'Himeneu en l'acte d'un casament. Per exemple, que Himeneu era un jove atenenc d'extraordinària bellesa, fins al punt de ser confós amb una dona. Tot i ser d'origen humil, estimava una jove noble d'Atenes i, desesperat per casar-se amb ella, es limitava a seguir-la de lluny pertot arreu. Un dia en què les donzelles de la noble havien anat a Eleusis a oferir un sacrifici a Demèter, van ser raptades pels pirates, incloent-hi Himeneu, a qui van confondre amb una dona. Després d'un llarg recorregut, els pirates van arribar a una costa deserta on, fatigats, es van quedar adormits. Himeneu els va matar. Deixà les dones en un lloc segur i tornà a Atenes, i s'oferí a restituir les donzelles a canvi que li fos concedida la seva estimada. Un cop fou acceptada la seva petició, Himeneu va retornar a casa les donzelles. En memòria d'aquest fet, el nom d'Himeneu s'invoca en els casaments com a senyal de bon averany.
Un altre mite explica de manera diferent la intervenció d'Himeneu en la cerimònia nupcial. Himeneu era fill de Magnes i era un músic molt hàbil. Cantant en les noces de Dionís i Altea, va morir sobtadament en el decurs de la cerimònia i, per mantenir-ne el record, es va prendre la decisió d'invocar-lo en els casaments.
Un mite semblant a l'anterior deia que Himeneu, jove formosíssim, havia estat estimat per Hèsper; quan estava cantant en el casament de Dionís i Ariadna va perdre la veu. Com a record d'aquest fet tot casament tenia un "cant d'Himeneu".
En altres versions, Himeneu era també una adolescent molt formós que havia mort el dia del seu casament, i quedà així el nom lligat a aquesta cerimònia. Tot i que, segons sembla, Asclepi el ressuscità poc de temps després. Tots aquests mites concorden en la bellesa del jove, el qual va ser estimat per Apol·lo, per Tàmiris o per Hèsper (en efecte, en el moment en què surt l'estel vespertí es consuma l'Himeneu).
Els atributs habituals d'aquest déu són la torxa, una corona de flors i, a voltes, una flauta com les que acompanyaven amb música el seguici nupcial.